# Cephalaria davisiana
Cephalaria davisiana är en tvåhjärtbladig växtart som beskrevs av Göktürk och Sümbül. Cephalaria davisiana ingår i släktet jätteväddar, och familjen Dipsacaceae. Inga underarter finns listade i Catalogue of Life.